# Chrysochloridae
Los crisoclóridos (Chrysochloridae) son una familia de mamíferos afrosorícidos conocidos vulgarmente como topos dorados. Son 21 especies de pequeños insectívoros excavadores que habitan en el sur de África. Taxonómicamente, son distintos de los auténticos topos. Los topos dorados presentan una notable semejanza con los topos marsupiales de Australia, tan importante que, a pesar de la separación marsupial-placentario, antiguamente se creía que estaban relacionados.

## Clasificación
Familia Chrysochloridae Gray, 1825
- Subfamilia Chrysochlorinae Gray, 1825 
  - Género Carpitalpa Lundholm, 1955
    - Carpitalpa arendsi Lundholm, 1955 

  - Género Chlorotalpa Roberts, 1924 
    - Chlorotalpa duthieae (Broom, 1907) 
    - Chlorotalpa sclateri (Broom, 1907) 

  - Género Chrysochloris Lacépède, 1799
    - Chrysochloris asiatica (Linnaeus, 1758) 
    - Chrysochloris visagiei Broom, 1950 
    - Chrysochloris stuhlmanni Matschie, 1894 

  - Género Chrysospalax Gill, 1883
    - Chrysospalax trevelyani (Günther, 1875) 
    - Chrysospalax villosus (A. Smith, 1833) 

  - Género Cryptochloris Shortridge & Carter, 1938
    - Cryptochloris zyli Shortridge & Carter, 1938 
    - Cryptochloris wintoni (Broom, 1907) 

  - Género Eremitalpa Roberts, 1924
    - Eremitalpa granti (Broom, 1907)
- Subfamilia Amblysominae Simonetta, 1957
  - Género Amblysomus Pomel, 1848
    - Amblysomus hottentotus (A. Smith, 1829) 
    - Amblysomus corriae Thomas, 1905 
    - Amblysomus septentrionalis Roberts, 1913 
    - Amblysomus robustus Bronner, 2000 
    - Amblysomus marleyi Roberts, 1931 

  - Género Calcochloris Mivart, 1867
    - Calcochloris obtusirostris (Peters, 1851) 
    - Calcochloris leucorhinus (Huet, 1885) 
    - Calcochloris tytonis (Simonetta, 1968) 

  - Género Neamblysomus Roberts, 1924
    - Neamblysomus gunningi (Broom, 1908) 
    - Neamblysomus julianae Meester, 1972

También se conocen algunos géneros fósiles como:
- †Proamblysomus Broom, 1941 - del Pleistoceno de Sudáfrica
- †Prochrysochloris Butler & Hopwood, 1957 - del Mioceno de Kenia